# شبح (فلم 1990)
الشبح (بالإنجليزية: Ghost) هو فيلم فنتازيا تم إنتاجه في الولايات المتحدة وصدر في سنة 1990. الفيلم من إخراج جيري زاكر. وقد حقق الفيلم نجاحاتاً تجارية، محققا أكثر من 505,700,000 $ في شباك التذاكر وقد كلفت ميزانية 22 مليون دولار. وهذه الأرباح الأعلى في عام 1990 في شباك التذاكر. وحالياً يأتي فيلم (الشبح) في المرتبة 91 بأعلى إيرادات الأفلام على الأطلاق، بعد حساب التضخم 
الفلم ترشح ل 5 جوائز أوسكار أفضل فيلم، أفضل مونتاج، أفضل موسيقى تصويرية، وربح جائزة , أفضل ممثلة مساعد,وأفضل نص سينمائي أصلي.
وحصل كل من سويزي ومور على الجولدن غلوب لأدائهم. في حين فاز غولدبرغ جائزة الأكاديمية البريطانية للأفلام

## القصة
سام اسم شخصية البطل في الفيلم يعمل مسئولا باحد البنوك لدى سام صديق في مكان عمله يدعى كارل يموت سام باصابه من مسدس بيد مجهول حاول سرقته باحد الشوارع المؤديه لمنزل حبيبته مولي . يتفاجأ سام بانه مازال حيا ولكن بطريقة غريبه ليجد نفسه امام جثته وهو مستلقي بين يدي حبيبته في أحد الازقه يحاول ان يحاور من حوله ولكن دون جدوى كما انه لايستطيع التعامل مع الواقع والاشياء المادية ليكتشف في المستشفى انه توفي ويرى امام عينيه روح شخصا تحاوره وتسمعه واخرى تفارق الحياة امام عينيه وتصعد للجنه بتعبير روحي يدل على الصالحين واين مكانهم الاخروالابدي في الحياة الأخرى
تبدأ الشخصية الرئيسية (سام ) بالمحاولة للتكيف بالواقع المحيط والبحث عن الحبيبه التي كانت كل شي له بالحياة يبدأ سام أو لنقول روح سام التي يجسدها البطل بدوره الرائع لاثبات وجوده لحبيبته مولي في هذه الاثناء بينما سام بمنزل مولي يجد صديقه كارل يتودد لمولي وتغادر مولي وكارل المنزل ليبقى سام أو روحه ليجد أحد السرق يدخل المنزل بمفتاح كان قد سرقه منه قبل قتله ليكتشف سام بانه قتل على يد هذا الشخص ويلحق به سام بعد هروبه من منزل مولي بعد عودتها وانقاذها من قبل سام بطريقه جميله ومشوقه للمخرج ويتعرف سام على مسكن الشخص وانه كان من قتله لكنه لاحول له ولا قوه فحتى لو اراد الانتقام فليس له قدره بتدخله في الماديات فهو مجرد روح
يخرج سام من منزل القاتل ليرى على الشارع عنوان على أحد المحلات لمشعوذه روحيه مما جعله يدخل إلى المحل ويرى المشعوذة وهي تزاول طقوسها ويبدأ هو بمخاطبتها بانها محتاله وهي تقوم باحتيالها على إحدى السيدات وكانت المفاجأة له بان المشعوذه تسمعه وتعلم بوجوده
يبدأ سام بحاورة المشعوذه ( العرافة ) واقناعها بان حبيبته في خطر وان هناك سارق يحاول دخول منزلها والاعتداء عليها وتتصل العرافة بمولي بضغط من سام ولكن مولي رفضت الاقتناع وبضغط من سام تذهب المشعوذه لبيت مولي وتحذرها وتقنعها بوجود سام واقتنعت مولي واخبرت كارل بكل شيء واخبرها بانها محتاله ولاوجود لسام فلقد مات واندفن وخرج كارل من منزل مولي متوترا ويلحق بهي سام ظنا منه انه سيذهب للتاكد من الحقيقة ومن القاتل ومن عنوانه ليجد سام نفسه امام صدمه مروعه فلقد كان صديقه هو من استاجر القاتل لقتله وسرقته ويالها من احداث
كان محتوى القصة يبحث عن رؤيا معينه لتجد ان اللغز الكامن وراء قتل سام شي لايلاحظه المشاهد ويهتم به
ويبدأ سام من جديد كيفية التوصيل لحبيبته التي قد ترددت في اقتناعها من بعد محادثة كارل بان هذا الاخير هو من يسعى وراء قتلها والاعتداء عليها فلم يكن من سام الا العودة الا المشعوذه لاجبارها باخبار مولي بالتطورات التي عرفها سام
وهنا تبدأ احداث الفيلم بتشويق أكبر ليجد المشاهد اسبابا كثيرة يسعى وراءها كيف سيبلغ مولي وكيف سيقنعها بان كارل مجرم وماهو اللغز الذي جعله يقتل

## طاقم التمثيل
- باتريك سويزي بدور سام
- ديمي مور بدور مولي جنسن
- ووبي غولدبرغ بدورأودا ماي براون
- طوني غولدوين بدور كارلا برونر
- ريك افيليس بدور ويلي يوبز
- فنسنت سكيفاليه بدور شبح النفق
- غيل بوجز بدور شقيقة أودا ماي
- أرملايا ماكوين بدور شقيقة أودا ماي
- فيل ليدز شبح المشفى
- أوجي بلانت الشبح أورلاندو

## الميزانية والإيرادات
بلغت تكلفة إنتاج الفيلم حوالي 22 مليون دولار بينما حقق أرباحا تقدر بـ 505,702,588 دولار.

### الجوائز
| الجائزة                             | الفئة                             | الموضوع         | النتيجة |
| ----------------------------------- | --------------------------------- | --------------- | ------- |
| جائزة الأوسكار                      | أفضل فيلم                         | ليزا واينستين   | رُشِّح     |
| جائزة الأوسكار                      | أفضل ممثلة مساعد                  | ووبي غولدبرغ    | فوز     |
| جائزة الأوسكار                      | أفضل مونتاج                       | والتر ماش       | رُشِّح     |
| جائزة الأوسكار                      | أفضل موسيقى تصويرية               | موريس جار       | رُشِّح     |
| جائزة الأوسكار                      | أفضل نص سينمائي أصلي              | بروس جويل روبين | فوز     |
| جائزة الأكاديمية البريطانية للأفلام | أفضل سيناريو                      | بروس جويل روبين | رُشِّح     |
| جائزة الأكاديمية البريطانية للأفلام | أفضل ممثلة مساعد                  | ووبي غولدبرغ    | فوز     |
| جائزة الجولدن جلوب                  | أفضل ممثلة مساعد - فيلم سينمائي   | ووبي غولدبرغ    | فوز     |
| جائزة الجولدن جلوب                  | أفضل ممثل - فيلم موسيقي أو كوميدي | باتريك سويزي    | رُشِّح     |
| جائزة الجولدن جلوب                  | أفضل ممثل - فيلم موسيقي أو كوميدي | ديمي مور        | رُشِّح     |
| جائزة الجولدن جلوب                  | أفضل منتج - فيلم موسيقي أو كوميدي | ليزا وينستون    | رُشِّح     |

## وصلات خارجية
مقالات تستعمل روابط فنية بلا صلة مع ويكي بيانات